# Arrondissement d'Autun
L'arrondissement d'Autun est une division administrative française située dans le département de Saône-et-Loire, en région Bourgogne-Franche-Comté.

## Composition

### Composition avant 2015
Liste des cantons de l'arrondissement d'Autun :
- canton d'Autun-Nord ;
- canton d'Autun-Sud ;
- canton de Couches ;
- canton d'Épinac ;
- canton d'Issy-l'Évêque ;
- canton du Creusot-Est ;
- canton du Creusot-Ouest ;
- canton de Lucenay-l'Évêque ;
- canton de Mesvres ;
- canton de Montcenis ;
- canton de Saint-Léger-sous-Beuvray.

### Découpage communal depuis 2015
Depuis 2015, le nombre de communes des arrondissements varie chaque année soit du fait du redécoupage cantonal de 2014 qui a conduit à l'ajustement de périmètres de certains arrondissements, soit à la suite de la création de communes nouvelles. Le nombre de communes de l'arrondissement d'Autun est ainsi de 83 en 2015 et 89 en 2019.
Au 1er janvier 2024, l'arrondissement groupe les 89 communes suivantes :
1. Anost
2. Antully
3. Autun
4. Auxy
5. Barnay
6. Les Bizots
7. Blanzy
8. La Boulaye
9. Le Breuil
10. Brion
11. Broye
12. La Celle-en-Morvan
13. La Chapelle-sous-Uchon
14. Charbonnat
15. Charmoy
16. Chissey-en-Morvan
17. Ciry-le-Noble
18. Collonge-la-Madeleine
19. La Comelle
20. Cordesse
21. Couches
22. Créot
23. Le Creusot
24. Curgy
25. Cussy-en-Morvan
26. Dettey
27. Dracy-lès-Couches
28. Dracy-Saint-Loup
29. Écuisses
30. Épertully
31. Épinac
32. Essertenne
33. Étang-sur-Arroux
34. Génelard
35. Gourdon
36. La Grande-Verrière
37. Igornay
38. Laizy
39. Lucenay-l'Évêque
40. Marigny
41. Marmagne
42. Mary
43. Mesvres
44. Montceau-les-Mines
45. Montcenis
46. Montchanin
47. Monthelon
48. Mont-Saint-Vincent
49. Morey
50. Morlet
51. Perrecy-les-Forges
52. Perreuil
53. La Petite-Verrière
54. Pouilloux
55. Reclesne
56. Roussillon-en-Morvan
57. Saint-Berain-sous-Sanvignes
58. Saint-Didier-sur-Arroux
59. Saint-Émiland
60. Saint-Eugène
61. Saint-Eusèbe
62. Saint-Firmin
63. Saint-Forgeot
64. Saint-Gervais-sur-Couches
65. Saint-Jean-de-Trézy
66. Saint-Julien-sur-Dheune
67. Saint-Laurent-d'Andenay
68. Saint-Léger-du-Bois
69. Saint-Léger-sous-Beuvray
70. Saint-Martin-de-Commune
71. Saint-Maurice-lès-Couches
72. Saint-Micaud
73. Saint-Nizier-sur-Arroux
74. Saint-Pierre-de-Varennes
75. Saint-Prix
76. Saint-Romain-sous-Gourdon
77. Saint-Sernin-du-Bois
78. Saint-Symphorien-de-Marmagne
79. Saint-Vallier
80. Saisy
81. Sanvignes-les-Mines
82. Sommant
83. Sully
84. La Tagnière
85. Tavernay
86. Thil-sur-Arroux
87. Tintry
88. Torcy
89. Uchon

## Démographie
En 2022, l'arrondissement comptait 125 580 habitants.
| 1968    | 1975    | 1982    | 1990    | 1999   | 2006   | 2011   | 2016    | 2021    |
| ------- | ------- | ------- | ------- | ------ | ------ | ------ | ------- | ------- |
| 102 802 | 104 589 | 105 439 | 101 093 | 94 988 | 89 785 | 88 316 | 131 392 | 125 896 |

| 2022    | - | - | - | - | - | - | - | - |
| ------- | - | - | - | - | - | - | - | - |
| 125 580 | - | - | - | - | - | - | - | - |

## Sous-préfets
| Période                               | Période                               | Identité                       | Fonction précédente                                                                        | Observation                                                                                    |
| ------------------------------------- | ------------------------------------- | ------------------------------ | ------------------------------------------------------------------------------------------ | ---------------------------------------------------------------------------------------------- |
| 9 germinal an VIII (30 mars 1800)     | 30 fructidor an X (17 septembre 1802) | Hugues Nardon                  |                                                                                            | Nommé préfet de Maine-et-Loire                                                                 |
| 30 fructidor an X (17 septembre 1802) |                                       | Auguste Creuzé de Lesser       |                                                                                            | Membre du corps législatif (1804-1809). Nommé préfet de la Charente à la Première Restauration |
| 1805                                  | 1813                                  | Eugène Baron Jobard-Dumesnil   |                                                                                            |                                                                                                |
| 7 avril 1813                          | 26 juillet 1814                       | François de Fargues            | Auditeur au conseil d'État                                                                 | Nommé sous-préfet de Melun                                                                     |
| 2 août 1815                           | 12 février 1816                       | Louis Maynier de la Salle      | Sous-préfet de Colmar                                                                      | Nommé préfet des Ardennes                                                                      |
| 15 février 1816                       | 12 août 1818                          | Victor Le Clerc de Juigné      | Sous-préfet de Blois                                                                       | Nommé préfet du Cantal                                                                         |
|                                       |                                       |                                |                                                                                            |                                                                                                |
| 4 septembre 1830                      | 12 novembre 1835                      | Henri Choppin d'Arnouville     |                                                                                            | Nommé sous-préfet du Havre                                                                     |
| 21 décembre 1839                      | 14 janvier 1843                       | Antoine Bourdon                | Sous-préfet de Louhans                                                                     | Nommé sous-préfet de Reims                                                                     |
| 14 janvier 1843                       | 9 décembre 1845                       | Claude Brugière de Barante     | Sous-préfet de Boussac                                                                     | Nommé préfet de l'Ardèche                                                                      |
|                                       |                                       |                                |                                                                                            |                                                                                                |
| 5 octobre 1860                        | 24 mai 1862                           | Henri Bourgeois de Jessaint    | Sous-préfet de Bellac                                                                      | Nommé sous-préfet de Saint-Omer                                                                |
| 24 mai 1862                           | 6 janvier 1864                        | Michel Decazes                 | Sous-préfet de Lisieux                                                                     | Nommé sous-préfet de Meaux                                                                     |
| 7 janvier 1864                        | septembre 1870                        | Jules Breynat                  | Sous-préfet de Mamers                                                                      | Démission à la chute du Second Empire                                                          |
|                                       |                                       |                                |                                                                                            |                                                                                                |
| 6 avril 1871                          | 30 avril 1874                         | Pierre de Tristan de l'Hermite | secrétaire général de la préfecture du Tarn                                                | Nommé préfet des Hautes-Alpes                                                                  |
| 30 décembre 1877                      | 25 juillet 1878                       | Jean-Baptiste Maulmond         |                                                                                            | Nommé sous-préfet de Chalon-sur-Saône                                                          |
| 25 juillet 1878                       | 26 mars 1880                          | Raymond Michel                 | Sous-préfet de Carpentras                                                                  | Nommé préfet de la Haute-Saône                                                                 |
| 26 mars 1880                          | 17 novembre 1880                      | Georges Cleiftie               | Sous-préfet de Morlaix                                                                     | Nommé préfet de la Charente                                                                    |
| 17 novembre 1880                      | 12 février 1886                       | Jean Joliet                    | Sous-préfet de La Flèche                                                                   | Nommé préfet de l'Ain                                                                          |
| 13 février 1886                       | novembre 1886                         | François Langlade              | Sous-préfet de Narbonne                                                                    | Mort en fonction                                                                               |
| 14 novembre 1886                      | 1er avril 1890                        | Raphaël Dupuy                  | Secrétaire général de la préfecture de la Haute-Vienne                                     | Nommé secrétaire général de la préfecture de la Loire-Inférieure                               |
| 1er avril 1890                        | 28 février 1896                       | Joachim Alexandre Berseville   | Attaché au cabinet du ministre de l'Intérieur                                              | Nommé secrétaire général de la préfecture du Gouvernement général de l'Algérie                 |
| 28 février 1896                       | 13 février 1897                       | Auguste Autrand                | Sous-préfet de Belley                                                                      | Nommé sous-préfet de Chalon-sur-Saône                                                          |
| 13 février 1897                       | 21 octobre 1898                       | Gabriel Gélinet                | Sous-préfet de Vendôme                                                                     | Nommé sous-préfet de Béziers                                                                   |
| 21 octobre 1898                       | 21 février 1900                       | Jean Phelut                    |                                                                                            | Nommé préfet du Tarn                                                                           |
| 21 février 1900                       | 5 septembre 1904                      | Joseph Sabail                  | Sous-préfet de Lodève                                                                      | Nommé sous-préfet de Coutances                                                                 |
| 5 septembre 1904                      | 24 septembre 1908                     | Raymond Le bourdon             | Secrétaire général de la préfecture de Seine-et-Marne                                      | Nommé préfet de la Vendée                                                                      |
| 24 septembre 1908                     | 22 novembre 1910                      | Victor Gilotte                 | Sous-préfet de Dreux                                                                       | Nommé sous-préfet de Lisieux                                                                   |
| 22 novembre 1910                      | 31 janvier 1914                       | Léon Delbarre                  | Sous-préfet de Carpentras                                                                  | Nommé secrétaire général de la préfecture des Alpes-Maritimes                                  |
| 31 janvier 1914                       | 2 janvier 1915                        | Paul Toulza                    | Sous-préfet de Pont-l'Évêque                                                               | Mobilisé et meurt pour la France                                                               |
| 2 janvier 1915                        | 10 mars 1918                          | Marie-Étienne Regnaut          | Secrétaire général de la préfecture de Saône-et-Loire                                      | Nommé sous-préfet d'Autun                                                                      |
| 10 mars 1918                          | 9 mai 1918                            | Marie-Étienne Regnaut          | Sous-préfet d'Autun                                                                        | Nommé secrétaire général de la préfecture du Rhône pour l'administration                       |
| 9 mai 1918                            |                                       | Marcel Petit                   | Secrétaire général de la préfecture du Puy-de-Dôme                                         | Remplacé                                                                                       |
|                                       |                                       |                                |                                                                                            |                                                                                                |
| 15 mai 1930                           | 1er juillet 1932                      | Alfred Papinot                 | Sous-préfet de Rethel                                                                      | Nommé sous-préfet de Dunkerque                                                                 |
| 1er juillet 1932                      | 26 janvier 1941                       | Jean Albertini                 | Secrétaire général de la préfecture du Finistère                                           | Retraite                                                                                       |
| 8 janvier 1941                        | 13 décembre 1941                      | Pierre Caumont                 | Secrétaire général de la préfecture du Finistère                                           | Détaché auprès du délégué adjoint dans les territoires occupés                                 |
| 18 décembre 1941                      | 23 décembre 1942                      | René Coldefy                   | Sous-préfet de Lure                                                                        | A la disposition du secrétaire général à la police dans les territoires occupés                |
| 12 juin 1943                          | 8 février 1944                        | Henri Meynial                  | Secrétaire général de la préfecture de la Sarthe                                           | Nommé secrétaire général de la préfecture de la Côte-d'Or                                      |
|                                       |                                       |                                |                                                                                            |                                                                                                |
| 1er mars 1946                         | 1949                                  | Gustave Cotelle                |                                                                                            |                                                                                                |
|                                       |                                       |                                |                                                                                            |                                                                                                |
|                                       | 27 juillet 1994                       | Michel Gilbert                 |                                                                                            | Nommé secrétaire général de la préfecture de Tarn-et-Garonne                                   |
| 27 juillet 1994                       | 9 novembre 1998                       | Jean Wuilleme                  | Sous-préfet de Bergerac                                                                    | Nommé sous-préfet chargé de mission auprès du préfet de la région Aquitaine                    |
| 9 novembre 1998                       | 8 juin 1999                           | Philippe Millon                | Sous-préfet de Toul                                                                        | Réintégré administrateur territorial                                                           |
| 25 juin 1999                          | 5 juin 2002                           | Christian Holle                | Chargé de mission chargé de la politique de la ville auprès du préfet de la Seine-Maritime |                                                                                                |
| 19 juin 2002                          | 2 juillet 2004                        | Jean-Yves Chiaro               |                                                                                            | Nommé secrétaire général de la préfecture des Deux-Sèvres                                      |
| 19 août 2004                          | 19 septembre 2008                     | Patrick Buttin                 | Secrétaire général de la préfecture de l'Ardèche                                           |                                                                                                |
| 19 septembre 2008                     | 2 août 2012                           | Claude Dulamon                 | Secrétaire générale de la préfecture de l'Indre                                            | Nommée sous-préfète d'Avranches                                                                |
| 22 août 2012                          | 18 juin 2014                          | Richard-Daniel Boisson         |                                                                                            | Nommé secrétaire général de la préfecture du Territoire de Belfort                             |
| 18 juin 2014                          | 24 août 2016                          | Carole Dabrigeon               | Administratrice civile                                                                     |                                                                                                |
| 24 août 2016                          | 3 octobre 2019                        | Eric Boucourt                  | Sous-préfet de Vierzon                                                                     |                                                                                                |
| 3 octobre 2019                        |                                       | Marc Makhlouf                  | Secrétaire général de la préfecture du Lot                                                 |                                                                                                |